# Michèle Richard
 (avril 2011).
Si vous disposez d'ouvrages ou d'articles de référence ou si vous connaissez des sites web de qualité traitant du thème abordé ici, merci de compléter l'article en donnant les références utiles à sa vérifiabilité et en les liant à la section « Notes et références ».
Michèle Richard (née le 17 avril 1946 à Sherbrooke) est une chanteuse et actrice québécoise.
Personnalité médiatisée et controversée, elle a fait régulièrement la manchette des médias au cours de sa carrière.

## Biographie

### Débuts
Fille unique du violoneux Ti-Blanc Richard, Michèle Richard baigne dès son plus jeune âge dans le monde de la chanson. Elle suit des cours de ballet et de piano à partir de l'âge de 4 ans.
À 9 ans, elle enregistre un premier disque chez London[réf. nécessaire], accompagnée par l’orchestre de son père. En 1956, elle fait une première apparition à la télévision à l’émission Ti-Blanc Richard et ses gais lurons animée par son père sur les ondes de CHLT-TV à Sherbrooke.
Elle enregistre Sur disque, Lacets roses (version en français de Pink Shoe Laces de Dodie Stevens) et Du rouge sur ton collet (adaptation en français de Lipstick on Your Collar de Connie Francis). Une pièce originale, Main dans la main, lui vaut un premier disque d'argent (25,000 copies)[réf. nécessaire].
Sa plus grand influence sur sa vie, Felix Bibeau, qui dès l'âge de 16 ans devint son manager et assistant personnel lui décrocha tout ses plus gros contrats de chants et de rôles a la télévision.

### Années 1960
Au début des années 1960, elle collabore avec Denis Pantis, qui réalise l'album Twist paru en 1961. L'album se vend à environ 100 000 exemplaires[réf. nécessaire].
La chanson Quand le film est triste, traduction française de Sad Movies Make Me Cry, obtiendra un certain succès populaire en 1962,.
En février 1963[réf. nécessaire], à l'âge de 16 ans, la chanteuse arrive à Montréal et fait ses débuts dans la métropole sur la scène du cabaret Casa Loma pour un cachet de 600,00 $ par semaine[réf. nécessaire], (le salaire hebdomadaire moyen est environ 80 $ à cette époque[réf. nécessaire]). La même année, elle anime Chansons intimes avec Michèle Richard à la télévision de Sherbrooke, où elle participe également à 39 émissions de la série Dans l'bon temps. Elle coanime Chez Isidore à CFTM à Montréal. Cette année-là, Michèle Richard est élue découverte féminine de l'année au Gala des Artistes.
Faisant équipe avec Denis Pantis, désormais producteur, elle enregistre sous étiquette Trans-Canada à partir de 1964. Elle sort ainsi les titres Je suis libre (adaptation de You Don't Own Me de Lesley Gore), La plus belle pour aller danser (reprise de Sylvie Vartan) et Ça va je t'aime (reprise de France Gall).
En 1964, elle participe à un music-hall à la Place des Arts avec plusieurs autres artistes de variétés. En 1965 et 1966, Michèle Richard anime Jeunesse d'aujourd'hui à CFTM avec Pierre Lalonde.
En 1966, portée par le succès Les boîtes à gogo, une adaptation de At The Scene du groupe The Dave Clark Five, Michèle Richard est désignée chanteuse la plus populaire au Festival du disque. Elle entame ensuite la tournée Musicorama.
En 1967, Michèle Richard est choisie pour interpréter Un jour, un jour de Stéphane Venne, chanson officielle de l'Exposition universelle de 1967 à Montréal. Elle s’engage dans une tournée de six semaines dans les bases militaires canadiennes et américaines en Inde, Afrique, Pakistan, France, Grèce et Allemagne[source insuffisante]. Elle reçoit un accueil marqué à Francfort, où 2 000 soldats québécois viennent la voir[réf. nécessaire].
Elle est élue Miss Radio-Télévision 1967 au Gala des Artistes. En 1968, elle reçoit le titre de meilleur vendeur de l'année au Canada par le MIDEM de Cannes.

### Années 1970
Michèle Richard participe à nouveau à la tournée Musicorama en 1970. La même année, elle interprète le rôle de Chantal Poirier dans le téléroman Mont-Joye diffusé sur les ondes de la Télévision de Radio-Canada.
En 1971, elle coanime en compagnie de Michel Louvain l'émission de télévision estivale Zoom en liberté à la Télévision de Radio-Canada. La même année, elle obtient un premier rôle au cinéma dans L'Explosion, une comédie d’espionnage tournée en Sicile avec Mylène Demongeot. Elle interprète la chanson thème Vivre au soleil. Elle présente également un spectacle de variétés au Kiosque international de Terre des Hommes.
En 1973, elle est choisie afin de représenter le Canada au Festival de Onda Nueva de Caracas, au Venezuela.[réf. nécessaire] Cette même année, elle endisque la chanson Baby Love en duo avec Yves Martin.
En 1974, la chanteuse fait paraître ses derniers disques pour Trans-Canada[réf. nécessaire]. Cette année-là, elle effectue une tournée de 42 villes du Québec, de l'Ontario et de Nouveau-Brunswick en autant de jours dans le cadre d'un Musicorama western.
En 1975, Michèle Richard participe à la comédie musicale Madame mon père avec Gilles Latulippe au Théâtre des Variétés de Montréal. À cette époque, elle passe plusieurs mois par année à Miami, où elle se produit au cabaret La vie en rose, possédant une bonne clientèle québécoise[réf. nécessaire].
En 1977, elle anime Le Réveil de Michèle à la station radiophonique CKVL.
De 1978 à 1980, elle se consacre aux revues[précision nécessaire] de music-hall. Elle devient alors meneuse de revue[précision nécessaire], tenant l’affiche pendant six mois au Caf’conc du Château Champlain.

### Années 1980
En 1980, sous la direction du chorégraphe Georges Reich, elle présente d’autres revues de six mois chacune en 1980 et 1986-1987.
En 1982, à l’occasion de ses 25 années de carrière, Michèle Richard donne une série de récitals à la Place des Arts de Montréal et au Grand Théâtre de Québec, expérience qu'elle renouvelle en 1985 avec le spectacle intitulé Femme, qui est présenté par la suite à l'émission Les Beaux Dimanches diffusée à la Télévision de Radio-Canada[réf. nécessaire].
En 1983, elle publie le livre Ti-Blanc, mon ami, mon père.
En 1985, elle tient des rôles secondaires à la télévision dans les séries Manon et L'Or du temps.
En 1988 et 1989, Michèle Richard coanime l'émission Garden Party avec Serge Laprade à Télévision Quatre Saisons. Après un conflit entre les deux animateurs, Michèle Richard quitte l'émission dans la controverse, au cours de laquelle elle s'auto-proclame « reine de Quatre-Saisons »,.
En 1989, elle sort l'album Heureuse enfin, réalisé et produit par Nicole Martin et Lee Abbott, qui paraît sur l'étiquette des Disques Diva.

### Années 1990
Le 15 septembre 1990, lors d'une cérémonie très médiatisée, Michèle Richard épouse Yvan Demers.
En 1992, elle joue dans le film La Postière du cinéaste Gilles Carle.
Michèle Richard devient productrice et enregistre deux albums à Paris : Michèle Intemporelle (1994) et Je suis libre (1996), sur lesquels elle revisite ses grands succès. En 1995, elle publie Michèle Richard, Être belle à 50 ans : tous mes secrets.
En 1997, elle joue dans la télésérie Paparazzi.

### Années 2000
En 2000, elle tient le rôle de Ginette Gingras dans Les Gingras-Gonzalez (CNM) pendant 2 mois. Après l'annulation du téléroman, elle rejoint l'équipe de CNM à titre de chroniqueuse.
En 2003, Michèle Richard entame des procédures de divorce. En septembre, elle est la vedette de sa propre émission de télé-réalité Michèle Richard diffusée à MusiMax. Un DVD de dix épisodes est lancé en avril 2004, mais Richard dit ne rien aimer de son contenu.
En 2006, elle lance l'album Les nuits de Montréal et présente une série de 40 spectacles au cabaret du Casino de Montréal.
En 2008, Michèle Richard joue le rôle de Mme Kinsdale dans Truffe de Kim Nguyen.

## Discographie

### Albums
- 2007 : L’album de Noël (Disques Mérite)
- 2004 : Les Nuits de Montréal (Fairplay)
- 1996 : Je suis libre (Productions MR)
- 1995 : Michèle Richard chante Noël pour tous les âges (Disques Mérite)
- 1994 : Michèle intemporelle (Productions MR)
- 1989 : Heureuse enfin (Disques Diva)
- 1985 : Profession: artiste (Disques Mérite)
- 1984 : Madame (Disques Mérite)
- 1983 : 25e anniversaire de vie artistique
- 1983 : J'entends son violon (Disques Mérite)
- 1980 : Michèle Richard (Un jour à la fois, Mon homme est parti, Je connais un ange)
- 1979 : Michèle Richard (Je survivrai, Le feu, Vivre un jour à la fois) (DSP International)
- 1978 : La Fille de la prairie (Trans-World)
- 1977 : Noël en famille (avec plusieurs artistes) (K-Tel)
- 1976 : La star, la femme (La fille du diable) (Trans-World)
- 1974 : Ouvre-moi la porte et ses plus grands succès western (Trans-Canada)
- 1973 : La Vie à deux (Il faut qu’il me revienne, Kiss me, J’aime vivre) (Trans-Canada)
- 1972 : En spectacle au Club Playboy
- 1971 : Vivre au soleil (L’oiseau de feu, Mon cœur d’enfant)
- 1970 : Michèle Richard 70....(Reste avec lui, Les hommes non non non non, On est heureux ensemble) (Trans-Canada)
- 1969 : Michèle Richard (double album-compilation d’anciennes et nouvelles chansons)
- 1968 : 21 ans, 21 succès (double album compilation)
- 1967 : Rarissimo (incluant des chansons de Michel Louvain) (Nimbus)
- 1967 : Miss Radio-TV ’67 (J’écoutais la mer, Un jour un jour) (Trans-Canada)
- 1966 : Action '66 (Les boîtes à gogo, Ne t’en fais pas, À la fin de la soirée) (Trans-Canada)
- 1965 : Noël yéyé avec Michèle Richard (Trans-Canada)
- 1965 : Michèle (album country) (Trans-Canada)
- 1964 : Michèle Richard (La plus belle pour aller danser, Ça va je t’aime, Je suis libre) (Trans-Canada)
- 1963 : Mille baisers (disques d’or) (Main dans la main, Quand le film est triste, J’entends siffler le train)
- 1962 : Michèle visite (ou Michèle Richard à 16 ans) (Météor)
- 1961 : Twist (Météor)
- 1960 : Chantons Noël avec Michèle (Météor)

### Compilations
- 2002 : 40 chansons country (Disques Mérite)
- 2002 : Collectionneur (Disques Mérite)
- 2002 : Les Années 1970 (Disques Mérite)
- 2002 : Les Années 1960 (Disques Mérite)
- 2002 : Les Débuts 1957-1963 (Disques Mérite)
- 1978 : Les 20 Succès Météor
- 1976 : Michèle Richard - Renée Martel: Les super succès, 22 chansons originales (Quand va-t-on m’aimer?)
- 1974 : Le disque d’or de Michèle Richard (Baby love, Le cœur sur ma maison, Goodbye my love goodbye)
- 1972 : 21 Disques d’or
- 1965 : Michèle Richard (compilation) (Trans-Canada)

## Filmographie

### Cinéma
- 1971 : L'Explosion de Marc Simenon
- 1992 : La Postière de Gilles Carle
- 2008 : Truffe de Kim Nguyen
- 2020 : Jukebox : un rêve américain fait au Québec de Éric Ruel et Guylaine Maroist

### Télévision
- 1970 - 1975 : Mont-Joye : Chantal Pinard
- 1985 - 1987 : Manon : Madeleine Potvin
- 1988 - 1989 : Garden Party : coanimatrice
- 1988 - 1989 : L'Or du temps : Laurence Viger
- 1997 : Paparazzi : Danielle Morin
- 2000: Les Gingras-Gonzalez : Ginette Gingras
- 2003 - 2004 : Michèle Richard
- 2006 - 2011 : Tout sur moi : Michèle Richard

## Radio
- 1977 : Le Réveil de Michèle, CKVL, animatrice[réf. nécessaire]

## Démêlés judiciaires
Au début des années 2000, Michèle Richard est éclaboussée par les problèmes judiciaires de son époux, Yvan Demers, condamné le 10 juillet 2000 à six années d'emprisonnement pour fraude,.
En septembre 2004, Michèle Richard passe une nuit en prison à Sherbrooke après un incident survenu à l'hôtel Le Président. Conformément à la politique de l'hôtel, le directeur général a refusé d'autoriser dans l'établissement le chien de la chanteuse, un labrador. Mme Richard refusant de respecter cette politique et dérangeant les chambres avoisinantes par du bruit excessif en pleine nuit, le directeur a fait appel au service municipal de police pour expulser la chanteuse. En présence des policiers, Michèle Richard défèque sur le tapis de la chambre d'hôtel.